# Firenška stolnica

Firenška stolnica, italijansko  Cattedrale di Santa Maria del Fiore , tudi Duomo di Firenze je stolnica in mala bazilika v Firencah v Italiji. Gradnja se je začela leta 1296 v gotskem slogu po zasnovi Arnolfa di Cambia, zaključena pa je bila leta 1436 s kupolo, ki jo je oblikoval Filippo Brunelleschi. Arhitekt je ustvaril strukturo dvojne lupine z opečnim kritjem zidanem v obliki ribjih kosti. To je oboku omogočilo, da se je podpiral sam, medtem ko je rasel v višino. Zunanjost bazilike je iz večbarvnih marmornih plošč v različnih odtenkih zelene in rožnate, ki mejijo na belo in je bila izdelana v 19. stoletju kot neogotska fasada, delo Emilia De Fabrisa.
Kompleks stolnice, ki stoji ob Piazza del Duomo, obsega tudi krstilnico (Baptisterij svetega Janeza Krstnika) in Giottov campanile (zvonik). Vse stavbe so del Unescove svetovne dediščine, ki zajema zgodovinsko središče Firenc in glavno turistično znamenitost Toskane. Bazilika je ena od velikih italijanskih cerkva in do razvoja novih strukturnih materialov v moderni dobi, z največjo kupolo na svetu. Ostaja pa kot največja opečna kupola.
Stolnica je mati cerkev Rimskokatoliške nadškofije v Firencah.

## Zgodovina
Santa Maria del Fiore je bila zgrajena na mestu prejšnje stolnice, posvečene svetemu Reparatu; prva je bila bazilika di San Lorenzo di Firenze, ki je bila prva stavba posvečena kot cerkev leta 393 svetemu Ambrožu Milanskemu. Ta antična struktura je bila do 14. stoletja večkrat popravljena in v skladu z Nuova Cronica Giovannija Villanija  ni bila več dovolj velika, da bi služila naraščajoči populaciji mesta. Druga večja toskanska mesta so v poznem srednjem dobila ambiciozne rekonstrukcije svojih stolnic veku, kot Pisa in Siena, zlasti kadar so bile ogromne in nikoli končane.
Novo cerkev je oblikoval Arnolfo di Cambio in jo je mestni svet odobril leta 1294. Di Cambio je bil tudi arhitekt cerkve Santa Croce in Palazzo Vecchio. Zasnoval je tri široke ladje, ki se končajo pod osmerokotno kupolo, srednja pokriva območje svetega Reparata. Prvi kamen je 9. septembra 1296 položil kardinal Valeriana, prvi papeški legat kdaj poslan v Firence. Gradnja tega obsežnega projekta je trajala 140 let; Arnolfoov tloris za vzhodni konec, čeprav ohranjen v zasnovi, se je v veliki meri razširil.
Ko je Arnolfo umrl leta 1310, se je delo na stolnici umirilo za trideset let. Ko so bile leta 1330 v Santa Reparatu odkrite relikvije svetega Zenobija, je projekt dobil novo spodbudo. Leta 1331 je Arte della Lana, ceh trgovcev z volne, prevzel pokroviteljstvo nad gradnjo in leta 1334 imenoval Giotta v nadzor. S pomočjo Andrea Pisana, Giotto nadaljuje z oblikovanjem Cambiovega načrta. Njegov glavni dosežek je bila izgradnja zvonika. Ko je Giotto 8. januarja 1337 umrl je Andrea Pisano nadaljeval gradnjo do dela, ki se je leta 1348 ustavilo zaradi črne smrti.
Leta 1349 se je delo nadaljevalo pod vrsto arhitektov, začenši s Francescom Talentijem, ki je končal zvonik in razširil projekt, da je vključil apsido in stranske kapele. Leta 1359 je Talentija nasledil Giovanni di Lapo Ghini (1360-1369), ki je razdelil glavno ladjo na štiri kvadratne obočne pole. Drugi arhitekti so bili Alberto Arnoldi, Giovanni d'Ambrogio, Neri di Fioravante in Andrea Orcagna. Do leta 1375 je bil del stare cerkve svetega Reparata porušena. Ladja je bila končana do leta 1380, do leta 1418 pa je ostala nepopolna samo kupola.
18. avgusta 1418 je Arte della Lana najavil natečaj arhitekturnega oblikovanja za postavitev kupole. Dva glavna tekmeca sta bila dva mojstra zlatarja, Lorenzo Ghiberti in Filippo Brunelleschi, od katerih je slednjega podpiral Cosimo Medičejski Starejši. Ghiberti je bil zmagovalec tekmovanja za par bronastih vrat za krstilnico leta 1401 in vseživljenjska konkurenca med njima je bila še vedno ostra. Brunelleschi je zmagal in prejel naročilo. 
Ko je Brunelleschi zbolel ali lažno zbolel, je bil projekt v rokah Ghibertija. Toda Ghiberti je kmalu moral priznati, da je bil celoten projekt zanj prezahteven. Leta 1423 je Brunelleschi ponovno prevzel izključno odgovornost.

Delo na kupoli se je začelo leta 1420 in bilo končano leta 1436. Končano stolnico je posvetil papež Evgenij IV. 25. marca 1436, (prvi dan v letu v skladu s florentinskim koledarjem). To je bila prva "osmerokotna" kupola v zgodovini, ki je bila zgrajena brez začasnega lesenega nosilnega okvirja. Je med najbolj impresivnimi projekti renesanse. Med posvetitvijo leta 1436 je bil izveden motet Guillauma Dufayja Nuper rosarum flores. Na strukturo moteta je močno vplivala struktura kupole.
Dekoracija zunanjosti stolnice se je začela v 14. stoletju in bila zaključena do leta 1887, ko je bila izdelana večbarvna marmorna fasada po načrtu Emilia De Fabrisa. Tla cerkve so bila iz marmornatih ploščic narejena v 16. stoletju.
Zunanje stene imajo navpične in vodoravne pasove iz barvnega marmorja: bel iz  Carrare, zelen iz Prate, rdeč iz Siene ter iz Lavenza in nekaj drugih mest. Tak marmor krasi tudi krstilnico svetega Janeza in Giottov zvonik. Obstajajo dvoja stranska vrata: Vrata Canonici (južna stran) in Vrata mandorle (severna stran) s kipi Nanni di Banca, Donatella in Jacopa della Quercie. Šest stranskih oken, za katera so značilna občutljiva krogovičja in okraski, ločijo pilastri. Samo štiri okna, ki so najbližja transeptu, spuščajo svetlobo; drugi dve sta samo okrasni. Okna svetlobnega nadstropja so skupna značilnost italijanske gotike.
V svoji dolgi zgodovini, je bila ta stolnica sedež Sveta Firenc (1439), slišala pridige Girolama Savonarole in bila priča umoru Giuliana de' Medici na nedeljo 26. april 1478 (z Lorenzom Il Magnificom, ki je komaj ušel smrt) v [[Pazzijeva zarota|Pazzijevi zaroti.

## Zunanjost

### Tloris in struktura
Stolnica v Firencah je zgrajena kot bazilika, ki ima široko srednjo - glavno ladjo iz štirih kvadratnih obočnih pol, s stranskima ladjama na obeh straneh. Kor in transepta so enakega poligonalnega tlorisa, ločeni z dvema manjšima poligonalnima kapelama. Celoten tloris predstavlja latinski križ. Glavna in stranski ladji so ločene s širokimi koničastimi gotskimi loki, ki ležijo na kompozitnih slopih.
Dimenzije stavbe so veličastne: površina je 8300 m², dolžina je 153 m, širina je 38 m, širina na križišču je 90 m. Višina lokov v stranskih ladjah je 23 m. Višina kupole je 114,5 m.

### Kupola
Do začetka 15. stoletja, po sto letih gradnje, struktura še vedno ni imela kupole. Kupola stolnice v Firencah je rezultat natečaja, ki ga je razpisal volnarski ceh. Osnovne značilnosti kupole je zasnoval z Arnolfo di Cambio leta 1296. Njegov opečni model, 4,6 m visok, 9,2 m dolg, je stal v stranski ladji nedokončane stavbe in bil dolgo nedotaknjen. Predstavljal je osmerokotno kupolo višjo in širšo od vseh do tedaj zgrajenih, brez zunanjih opornikov, ki bi preprečevali širjenje in razpad pod lastno težo.
Zgradba kupole je povzročila številne tehnične težave. Brunelleschi se je oziral na veliko kupolo Panteona v Rimu kot rešitev, vendar je bila ta lupina iz betona, ki je bil že zdavnaj pozabljen. Za višino in širino kupole, ki jo je zasnoval Neri, začenši 52 metrov nad tlemi in s 45 m v premeru, ni bilo v Toskani dovolj niti lesa za izgradnjo odra in opaža. Brunelleschi se je  odločil, da bo sledil svojemu načrtu in uporabil dvojno lupino, narejeno iz peščenjaka in marmorja. Za ponazoritev načrta in s pomočjo Donatella in Nanni di Banca je zgradil lesen in opečen model, ki je bil tiho razstavljen v Museo dell'Opera del Duomo. Model je služil kot vodilo obrtnikom, a je bil namerno nepopoln, tako da si je Brunelleschi zagotovil nadzor nad gradnjo.
Brunelleschijeve rešitve so bile domiselne, kot je njegova uporaba verižnega loka za podporo. Problem širjenja je rešil sklop štirih notranjih vodoravnih kamnitih obročev in železnih verig, ki služijo kot banjast lok, vgrajeni v notranjo kupolo: ena na vrhu, ena na dnu, pri čemer sta ostali dve enakomerno razporejeni med njima. Peta veriga, izdelana iz lesa, je nameščena med prvo in drugo kamnito verigo. Ker je kupola osmerokotna in ne okrogla, bi preprosta veriga, ki bi iztisnila kupolo, kot cev sapnika, pritegnila svoj pritisk na osem kotov kupole. Verige so morale biti togi oktagoni, ki so dovolj trdni, da držijo svojo obliko, da ne bi deformirali kupole, ko so jo držali skupaj.
Vsaka od Brunelleschijevih kamnitih verig, je bila zgrajena kot osmerokoten železniški tir z vzporednimi tirnicami in križnimi vezmi, vse iz peščenjakovih nosilcev 43 cm v premeru in ne več kot 2,3 m dolgih. Tirnice so bile priključene od konca do konca s svincem zglajenimi železnimi spoji. Križne vezi in tirnice so bile zarezane skupaj in nato prekrite z opeko in malto notranje kupole. Križne vezi spodnje verige lahko vidimo, izstopajo iz bobna na dnu kupole. Druge so skrite. Vsaka kamnita veriga naj bi bila okrepljena s standardno železno verigo iz členov, vendar magnetna raziskava, izvedena v 1970-ih ni odkrila dokazov o železnih verigah, ki so, če obstajajo, globoko vgrajene v debele zidove. Brunelleschi je vključil tudi 8 navpičnih reber postavljenih na vogalih osmerokotnika, ki so se združila proti vrhu.. Rebra je bilo treba podpirati z nosilci tako, da je to omogočilo napredovanje brez potrebe po odrih.
Krožna zidana kupola se lahko gradi brez podpore, saj je vsaka vrsta opek vodoraven lok, ki je odporen na stiskanje. V Firencah je osmerokotna notranja kupola dovolj debela za krog vgrajen na vsaki ravni, funkcija, ki bi sčasoma držala kupolo navzgor, vendar jih ni mogla držati, medtem ko je bila malta še mokra. Brunelleschi je zato uporabljal vzorec ribje kosti z opeko za prenos teže sveže opeke na najbližja navpična rebra neokrogle kupole.
Zunanja kupola ni bila dovolj debela, da bi vsebovala vgrajene horizontalne kroge, bila je le 60 cm debela na dnu in 30 cm na vrhu. Za ustvarjanje takih krogov je Brunelleschi zgostil zunanjo kupolo na notranji strani njenih vogalov na devetih različnih višinah, in ustvaril devet zidarskih obročev, ki jih lahko danes opazujemo iz prostora med obema kupolama. Da bi preprečili pritisk obroča, se zunanja kupola v celoti ukvarja z njeno pritrditvijo na notranjo kupolo in nima vgrajenih verig.
Sodobno razumevanje fizikalnih zakonov in matematičnih orodij za izračun pritiska je bil stoletja pred prihodnostjo. Brunelleschi, kot vsi graditelji stolnice, se je moral zanesti na intuicijo in kar se je lahko naučil iz velikega modela, ki ga je izdelal. Za dviganje 37.000 ton materiala, vključno z več kot 4 milijoni opek, je izumil dvigalne stroje in naprave za dvigovanje velikih kamnov. Ti posebej zasnovani stroji in njihove strukturne novosti so bili glavni prispevek Brunelleschia v arhitekturi. Čeprav je bil estetski načrt izveden pol stoletja prej, je njegovo ime, namesto Nerijevo, običajno povezano s kupolo.
Brunelleschijeva sposobnost okronati kupolo z laterno je bila vprašljiva in je moral opraviti še s konkurenco, čeprav so bili dokazi, da je Brunelleschi delal na zasnovi lanterne. Dokaz je prikazan v ukrivljenosti, ki je bila bolj strma od prvotnega modela. Razglašen je bil za zmagovalca pred tekmovalci Lorenzom Ghibertijem in Antoniom Ciaccherijem. Njegov načrt (zdaj na ogled v muzeju Opera del Duomo), je za osmerokotno lanterno z osmimi radialnimi oporniki in osmimi visokimi obokanimi okni. Gradnja lanterne se je začela nekaj mesecev pred njegovo smrtjo leta 1446. Po tem ko 15 let ni bilo napredka, je več sprememb predlagalo več arhitektov. Lanterno je končno dokončal Brunelleschijev prijatelj Michelozzo leta 1461. Stožčasta streha je okronana s pozlačeno bakreno kroglo in križem, ki vsebuje svete relikvije, delo Verrocchia leta 1469. To pomeni, da skupna višina kupole in lanterne do 114,5 metrov. To bakreno kroglo je 17. julija 1600 zadela strela in padla dol. Dve leti kasneje jo je zamenjala še večja.
Naročilo za to bronasto kroglo [na vrhu lanterne] je dobil kipar Andrea del Verrocchio, V njegovi delavnici je v tem času delal mladi vajenec imenovan Leonardo da Vinci. Navdušen nad Brunelleschijevimi napravami, ki jih je Verrocchio uporabljal za dviganje krogle, je Leonardo naredil vrsto skic in tako pogosto pridobil spoštovanje za njegov izum.
Leonardo je morda sodeloval tudi pri oblikovanju bronaste krogle, kot je zapisano v G rokopisu iz Pariza »Spomni se, kako smo spajkali kroglo Santa Maria del Fiore«.
Okraševanje galerije bobna Baccio d'Agnolo nikoli ni končal, po zavrnitvi nič manj kot od Michelangela.
Ogromen kip Brunelleschija zdaj stoji zunaj Palazzo dei Canonici na Piazza del Duomo, gleda na največji dosežek, kupolo, ki bo za vedno presegala panoramo Firenc. Je še vedno največja zidana kupola na svetu.

### Fasada
Prvotno pročelje, ki ga je zasnoval Arnolfo di Cambio in ga običajno pripisujejo Giottu, je bilo pravzaprav začelo dvajset let po Giottovi smrti. Sredi 15. stoletja je bila perorisba te tako imenovane Giottove fasade vidna v Codex Rustici in v risbi Bernardina Poccettija leta 1587, obe na ogled v muzeju Opera del Duomo. Ta fasada je bila kolektivno delo več avtorjev, med njimi Andrea Orcagna in Taddea Gaddija. Ta prvotna fasada, ki so jo izdelali samo v spodnjem delu, so nato pustili nedokončano. V letih 1587-1588 jo je odstranil dvorni arhitekt Medičejcev, Bernardo Buontalenti, po naročilu velikega vojvode Francesco de' Medici, se je zdela popolnoma zastarela v renesančnih časih. Nekateri izvirni kipi so na ogled v muzeju Opera del Duomo. Drugi so zdaj v Berlinskem muzeju in v Louvru. Natečaj za novo fasado se je spremenil v velik korupcijski škandal. Leseni model za fasado Buontalentija je na ogled v muzeju Opera del Duomo. Nekaj drugih modelov predlaganih v kasnejših letih ni bilo sprejetih in fasada je ostala gola do 19. stoletja.
Leta 1864 je potekal natečaj za oblikovanje nove fasade, na katerem je leta 1871 zmagal Emilio De Fabris (1808-1883). Delo se je začelo leta 1876 in se zaključilo leta 1887. Ta neogotska fasada v belem, zelenem in rdečem marmorju deluje harmonično s stolnico, Giottovim zvonikom in krstilnico, nekateri pa menijo, da so preveč okrašeni.
Celotna fasada je posvečena Kristusovi materi.

## Glavni portal
Tri velika bronasta vrata so iz leta 1899 do leta 1903. Krasijo jih prizori iz življenja Marije. Mozaike v lunetah nad vrati je oblikoval Niccolò Barabino. Predstavljajo (od leve proti desni): Dobrodelnost ustanoviteljev florentskih človekoljubnih ustanov, Kristus je vstal z Marijo in Janezom Krstnikom in Florentinske obrtnike, trgovce in humaniste. Pediment nad osrednjim portalom vsebuje polrelief Tita Sarrocchija Marija na prestolu drži cvetno žezlo. Giuseppe Cassioli je izrezljal desna vrata.
Na vrhu fasade je serija niš z dvanajstimi apostoli, ki imajo na sredini Marijo z otrokom. Med rozeto in timpanonom je galerija z doprsnimi kipi velikih florentinih umetnikov.

## Notranjost
Gotska notranjost je prostrana in daje vtis praznosti. Relativno gola cerkev varčuje z religioznim življenjem, kot ga je pridigal Girolamo Savonarola.
Mnogo dekorja je bilo sčasoma izgubljenega ali pa preneseno v Muzej Opera del Duomo, kot veličastna kantorna prižnica  Luce della Robbie in  Donatella.
Ker je bila ta stolnica zgrajena s sredstvi javnosti, nekatera pomembna umetniška dela v tej cerkvi častijo slavne vojake in vojaške voditelje Firenc:
- Lorenzo Ghiberti je imel velik umetniški vpliv na stolnico. Ghiberti je sodeloval s Filippom Brunelleschijem osemnajst let in je izdelal večino projektov na skoraj celotnem vzhodu. Nekaj njegovih del so tudi vitraji, bronast relikviarij sv. Zenobija in marmorna obloga na zunanji strani stolnice.
- Dante pred mestom Firence Domenica di Michelina (1465). Ta slika je še posebej zanimiva, ker nam poleg prizorov Božanske komedije nudi pogled na Firence leta 1465, Firence, kot jih Dante v svojem času ni mogel videti.
- Nagrobnik sira Johna Hawkwooda Paola Uccella (1436). Ta skoraj enobarvna freska, preslikana na platno v 19. stoletju, je naslikana v terra verde, barvi ki je najbližja patini brona.
- Konjeniški kip Niccolòja da Tolentina Andrea del Castagna (1456). Ta freska, preslikana na  platno v 19. stoletju, v istem slogu kot prejšnja, je naslikana v barvi, ki spominja na marmor. Vendar je bolj bogato okrašena in daje več vtisa o gibanju. Obe freski prikazujeta kondotjera kot junaško figuro, ki ponosno jaha. Oba slikarja sta imela težave pri uporabi novih pravil za perspektivo, saj sta uporabila dve združevalni točki, eno za konja in eno za podstavek, namesto ene enotne točke.
- Doprsni kip Giotta (Benedetto da Maiano), Brunelleschija (Buggiano - 1447), Marsilia Ficina in Antonia Squarcialupija (najbolj znan organist). Vsi iz 15. in 16. stoletja.
- V prvi levi kapeli vzhodno od apside je slavno Michelangelovo delo Snemanje s križa znano kot Florentinska pieta (1550/55).

Nad glavnimi vrati je ogromna ura s freskami portretov štirih prerokov ali evangelistov Paola Uccella (1443). Ta enoročna liturgična ura prikazuje 24 ur hora italica (italijanski čas), čas, ki se konča s sončnim zahodom pri 24 urah. Ta časovni razpored je bil uporabljen do 18. stoletja. To je ena od redkih ur, ki še vedno obstajajo in delujejo.
Cerkev je posebej pomembna zaradi 44 oken z vitraji, največji podvig v Italiji v 14. in 15. stoletju. Okna v stranskih ladjah in transeptu prikazujejo svetnike iz Stare in Nove zaveze, krožna okna v bobnu kupole, nad vhodom pa Kristusa in Marijo. So delo največjih umetnikov Firenc v njihovem času, kot so Donatello, Lorenzo Ghiberti, Paolo Uccello in Andrea del Castagno.
Kristus krona Marijo kot kraljico, okroglo okno nad uro, z bogato paleto barv, je zasnoval Gaddo Gaddi v začetku 14. stoletja.
Donatello je zasnoval vitražno okno (Kronanje Device) v bobnu kupole (edino, ki jo lahko vidimo iz ladje).
Čudovit nagrobnik Antonia d'Orsa (1323), firenškega škofa, ki ga je izdelal Tino da Camaino, najpomembnejši pogrebni kipar njegovega časa.
Monumentalno Križanje, za škofovim stolom na visokem oltarju, je delo Benedetta da Maiana (1495-1497). Korna pregrada je delo slavnega Bartolommea Bandinellija. Bronasta vrata zakristije iz desetih kaset so delo Luca della Robbie, ki ima tudi dve emajlirani terakota deli znotraj zakristije: Angel s svečnikom in Kristusovo vstajenje.
Ozadje srednje od treh apsid je oltar svetega Zanobija, prvega škofa v Firencah. Njegov srebrn relikviarij, Ghibertijeva mojstrovina, vsebuje žaro z njegovimi relikvijami. Centralni del prikazuje enega njegovih čudežev, oživitev mrtvega otroka. Nad relikviarijem je slika Zadnja večerja, ki jo je naslikal manj znani Giovanni Balducci. Tukaj je bila tudi mozaična plošča Doprsni kip sv. Zanobija iz 16. stoletja miniaturista Monte di Giovannija, zdaj na ogled v muzeju Opera del Duomo.
Veliko okrasja sega v 16. stoletje, poklon Velikega vojvode, kot je tlak iz barvnega marmorja, pripisan Baccio d'Agnolu in Francescu da Sangallu (1520-1526). Nekaj kosov marmorja iz fasade so uporabili, od zgoraj navzdol, v tla (kot prikaz obnove tal po poplavi leta 1966).
Predlagano je bilo, da bi notranjost 45 m kupole pokrili z mozaikom, da bi čim bolje izkoristili razpoložljivo svetlobo skozi krožna okna tamburja in skozi lanterno. Brunelleschi je predlagal pozlačen obok, vendar je njegova smrt leta 1446 ta projekt prekinila in so stene kupole pobelili. Veliki vojvoda Cosimo I. Medičejski se je odločil kupolo poslikati s Poslednjo sodbo. To ogromno delo 3600 m² površine, se je začelo leta 1568 z  Vasarijem in Federicom Zuccarijem in bilo končano do leta 1579. Zgornji del, blizu lanterne, predstavlja 24 starešin Apok. 4, ki ga je končal Vasari pred smrtjo leta 1574. Federico Zuccari in številni sodelavci kot Domenico Cresti, so končali druge dele: (od zgoraj navzdol) Zbor angelov, Kristus, Marija in svetniki, Vrline, Darila Svetega Duha in osmero blagrov in na dnu kupole: Glavni grehi in pekel. Te freske so Zuccarijevo največje delo. Toda kakovost dela je neenakomerna zaradi dela različnih umetnikov in različnih tehnik. Vasari je uporabil pravo fresko, medtem ko je Zuccari slikal Al secco. Pri obnovitvenih delih, ki so se končala leta 1995, so celotno podobo Poslednje sodbe fotografirali s posebej načrtovano opremo in vse informacije zbrali v katalogu. Vse informacije o obnovi fresk so shranjene in jih upravljajo v računalniškem sistemu Tezaver Florentinus.

## Kripta
Pod stolnico so med letoma 1965 in 1974 opravili obsežna izkopavanja. Arheološka zgodovina tega velikega območja je bila rekonstruirana skozi delo dr. Franklina Tokerja: ostanki rimskih hiš, zgodnji krščanski tlak, ruševine nekdanje stolnice svetega Reparata in zaporedne širitve te cerkve. Del kripte je z Brunelleschijevo grobnico odprt za javnost. Čeprav je njegova lokacija imenitna, je dejanski grob preprost in skromen. Da je arhitektu dobil prestižno pokopališče, je dokaz visoke cenjenosti, ki so mu jo izkazali Florentinci.

## Druge grobnice
- Zenobij Firenški
- Conrad II. Italijanski
- Giovanni Benelli
- Filippo Brunelleschi
- Giotto di Bondone
- Papež Nikolaj II.
- Papež Štefan IX.
- John Hawkwood

## Literatuta
- "The Great Cathedral Mystery", PBS Nova (TV series) TV documentary, February 12, 2014
- Hunt, Don, "Secrets of the Duomo" Arhivirano 2014-07-28 na Wayback Machine., Journal, Issue 2, 2014, International Union of Bricklayers and Allied Craftworkers
- Mueller, Tom, "Brunelleschi’s Dome: How did a hot-tempered goldsmith with no formal architectural training create the most miraculous edifice of the Renaissance?" Arhivirano 2016-05-25 na Wayback Machine., National Geographic magazine, February 2014
- Ricci, Massimo, Il genio di Brunelleschi e la costruzione della Cupola di Santa Maria del Fiore, Livorno : Casa Editrice Sillabe S.r.l., April 2014. (The genius of Filippo Brunelleschi and the construction of the dome of Santa Maria del Fiore). ISBN 978-88-8347-691-4. The book is the result of forty years of research on the secret technique with which Brunelleschi built the Dome of Santa Maria del Fiore in Florence. Ricci makes the case for the dome being an inverted arch and uses a herringbone pattern (spina a pesce) for the dome's bricks.
- Vereycken, Karel, "The Secrets of the Florentine Dome", Schiller Institute, 2013. (Translation from the French, "Les secrets du dôme de Florence", la revue Fusion, n° 96, Mai, Juin 2003)